# Klengan
Klengan (* 1995, bürgerlich Timon) ist ein deutschsprachiger Webvideoproduzent und Autor.
Er begann Ende 2012 mit dem Veröffentlichen von sogenannten Let’s-Play-Videos auf der Internetplattform YouTube. Im Jahr 2016 stellte er seinen Content um, woraufhin er sich vorwiegend im Bereich Comedy bewegte. Angefangen mit dem Schwerpunkt auf satirischer Aufarbeitung aktueller Geschehnisse aus der Welt der Sozialen Medien, veröffentlichte Klengan ab 2019 Reaktionsvideos und humoristische Produkt- und Kochrezepttests und seit 2023 Recherchevideos zu gesellschaftlichen Themen.

## Persönliches
Nach dem Erwerb des Abiturs im Jahr 2014 begann er laut eigenen Aussagen mit einem Studium.

## Aktivität auf YouTube

### Beginn mit Let’s-Play-Videos
Sein YouTube-Kanal wurde am 26. August 2012 unter dem Namen Kl3ngan, hierbei symbolisierte die Zahl 3 im Leetspeak-Stil den Buchstaben E. Später änderte er die Schreibweise zu Klengan, um Missverständnisse mit der Aussprache aus dem Weg zu räumen. Im Dezember 2012 veröffentlichte er die ersten YouTube-Videos, die dem Format Let’s Play entsprachen. Er spielte hierbei das Open-World-Videospiel Minecraft, während er dieses kommentierte, über aktuelle Themen sprach oder Fragen beantwortete. Später produzierte er diese gelegentlich auch mit Gästen wie Rewinside, AviveHD oder BrokenThumbs. Im Laufe der ersten Hälfte des Jahres 2016 widmete Klengan sich vermehrt dem Spielen von Indie-Games oder Browserspielen.

### Neuausrichtung mit Comedy
Ab Sommer 2016 folgten immer weniger bis gar keine Videos des Let’s-Play-Formats, was er in einem Interview mit derTomekk mit der Entwicklung von YouTube begründete. So äußerte er sich über aktuelle Trends und arbeitete diese in Formaten wie Orakel und AsiTube, die erstmals mehrere Millionen Klicks verzeichneten, humoristisch und satirisch auf. Ab 2019 lenkte Klengan seinen Content vermehrt in Richtung Comedy im Allgemeinen, da er seine Kritik an der deutschen YouTube-Szene als auserzählt empfand. Vor allem Formate, in denen er auf Internetmemes und Chatverläufe reagiert, sowie Tests von Produkten und Kochrezepten werden regelmäßig veröffentlicht. Ab 2023 fokussierte Klengan seinen Content auf Recherche- und Meinungsvideos zu aktuellen gesellschaftlichen Themen, die er zuvor bereits in unregelmäßigen Abständen veröffentlichte. Reaktions- und Testvideos erschienen zunehmend seltener.

### KlengansMinecraftPalace
Am 2. Januar 2020 gab Klengan die Eröffnung des Zweitkanals KlengansMinecraftPalace bekannt. Parallel erschien dort auch das erste Video. Die veröffentlichten Werke bauten auf sarkastisch aufgearbeiteten Let’s-Play-Formaten auf. Nach wenigen Wochen stellte Klengan die Aktivität wieder ein. Am 29. Mai 2021 gab er auf Instagram bekannt, den Kanal nun zum Hochladen von Highlights aus seinen Twitch-Streams zu nutzen.

## Weitere Medienpräsenz
Zusätzlich zu seinem YouTube-Kanal ist Klengan auf der Streaming-Plattform Twitch aktiv. Darüber hinaus betrieb er von August 2017 bis zur Schließung im Dezember 2017 einen Kanal auf der Video-Plattform Vidme.
Beim von Café Netzwerk am 22. April 2017 in München veranstalteten YouTuber-Treffen TubeMunich war Klengan Repräsentant in einer Podiumsdiskussion. Beim anschließenden Zuschauertreffen und Q&A war er ebenfalls anwesend.
Am 3. November 2017 war er Teil eines 48 Stunden langen Charity-Livestreams, der den Namen Loot für die Welt trug. Die Erlöse gingen an mitunter Die Tafel, SOS-Kinderdorf und das Tierheim Berlin. Gezeigt wurden unter anderem Videospiele und VR-Darstellungen. Im Folgejahr nahm er an diesem auch teil.
Am 24. Mai 2019 besuchte er den SPD-Politiker Tiemo Wölken für ein Interview im Europäischen Parlament in Brüssel. Hier stellte er Wölken Fragen zu aktuellen politischen Themen, dessen Auftreten im Internet, sowie dessen Ansicht zu verschiedenen Social-Media-Aspekten.
Im Jahr 2019 spielte er in mehreren Folgen der Sitcom eBay Kleinanzeigen WG die Rolle des Freundes von Klein aber Hannah.

### Podcasts
In Zusammenarbeit mit dem YouTuber und einstigen Journalisten Florian Heider betreibt er seit Juli 2019 die Podcast-Serie Brainpain, die wöchentlich erscheint. Zuvor führten sie das Format gemeinsam in kürzerer und unregelmäßiger Fassung auf YouTube. Am 5. Oktober 2019 traten sie mit ihrem Podcast im Zuge der Community-Convention MAG! erstmals vor Live-Publikum auf. Nachdem das Format bis dato ausschließlich in digitaler Form aufgenommen wurde, organisierte Klengan 2021 ein gemeinsames Studio, in das sie dann auch Podcast-Gäste aus dem Webvideo-Bereich darunter AlexiBexi und PietSmiet einluden. Seit Herbst 2021 wird das Format wieder in digitaler Form aufgenommen. Im Mai 2022 startete das Duo die erste Brainpain-Live-Tour durch Deutschland. Die zweite Tour ist für den 15. Dezember 2023 bis zum 24. Januar 2024 geplant.
Seit dem 29. Januar 2020 führte Klengan außerdem in Zusammenarbeit mit dem deutschen YouTuber Marcel Hoppe alias Tinnendo den Podcast 42 – DER Filmpodcast. Dieser wurde in unregelmäßigen Abständen vor Livepublikum vorgetragen und thematisiert aktuelle Geschehnisse aus der Filmbranche. Zudem veranstalten sie Filmabende mit Zuhörern. Aufgrund der im Zuge der COVID-19-Pandemie erlassenen Maßnahmen zur Eindämmung konnten weder Liveauftritte noch Kinobesuche veranstaltet werden, weshalb der Podcast vorübergehend digital ausgetragen wurde. Ab November 2020 wurde das Format pausiert und etwa ein Jahr später regelmäßig digital fortgeführt. Im Juli 2022 fand erstmals seit 2020 wieder ein Filmabend statt. Im Oktober 2024 wurde der Podcast beendet, bzw. auf unbestimmte Zeit pausiert.

## Musik
Am 1. Februar 2017 veröffentlichte Klengan das kostenlos downloadbare Studioalbum Hype, welches eine Parodie auf das Album Fame von Leon Machère darstellt. Nach wenigen Tagen zählte es über hunderttausend Downloads.
Am 21. März 2021 veröffentlichte er den Song YouTube King, für dessen Produktion er den Musiker CrumbL über die Plattform fiverr engagierte. Auch das von Donirawan inszenierte Musikvideo wurde über die Plattform in Auftrag gegeben.

## Filmografie
- 2020: Kartoffelsalat 3 – Das Musical

## Diskografie
Alben
- 2017: Hype (Free-Download)

Singles
- 2021: YouTube King (produziert von CrumbL)

Hörbücher
- 2020: Kennt man dich? Geschichten eines Influencers (Lübbe Audio)

## Werke
- Timon aka Klengan: Kennt man dich? Geschichten eines Influencers. Community Editions, 2019, ISBN 978-3-96096-099-7.